# Vervant (Charente)
Vervant é uma comuna francesa na região administrativa da Nova Aquitânia, no departamento de Charente. Estende-se por uma área de 9,56 km². Em 2010 a comuna tinha 147 habitantes (densidade: 15,4 hab./km²).